# Jeff Nichols
Jeff Nichols, född 1978, är en amerikansk filmregissör och manusförfattare.

## Filmografi (i urval)
- 2011 – Take Shelter
- 2012 – Mud
- 2016 – Midnight Special
- 2016 – Loving
- 2023 – The Bikeriders